# فريت (مغناطيسية)

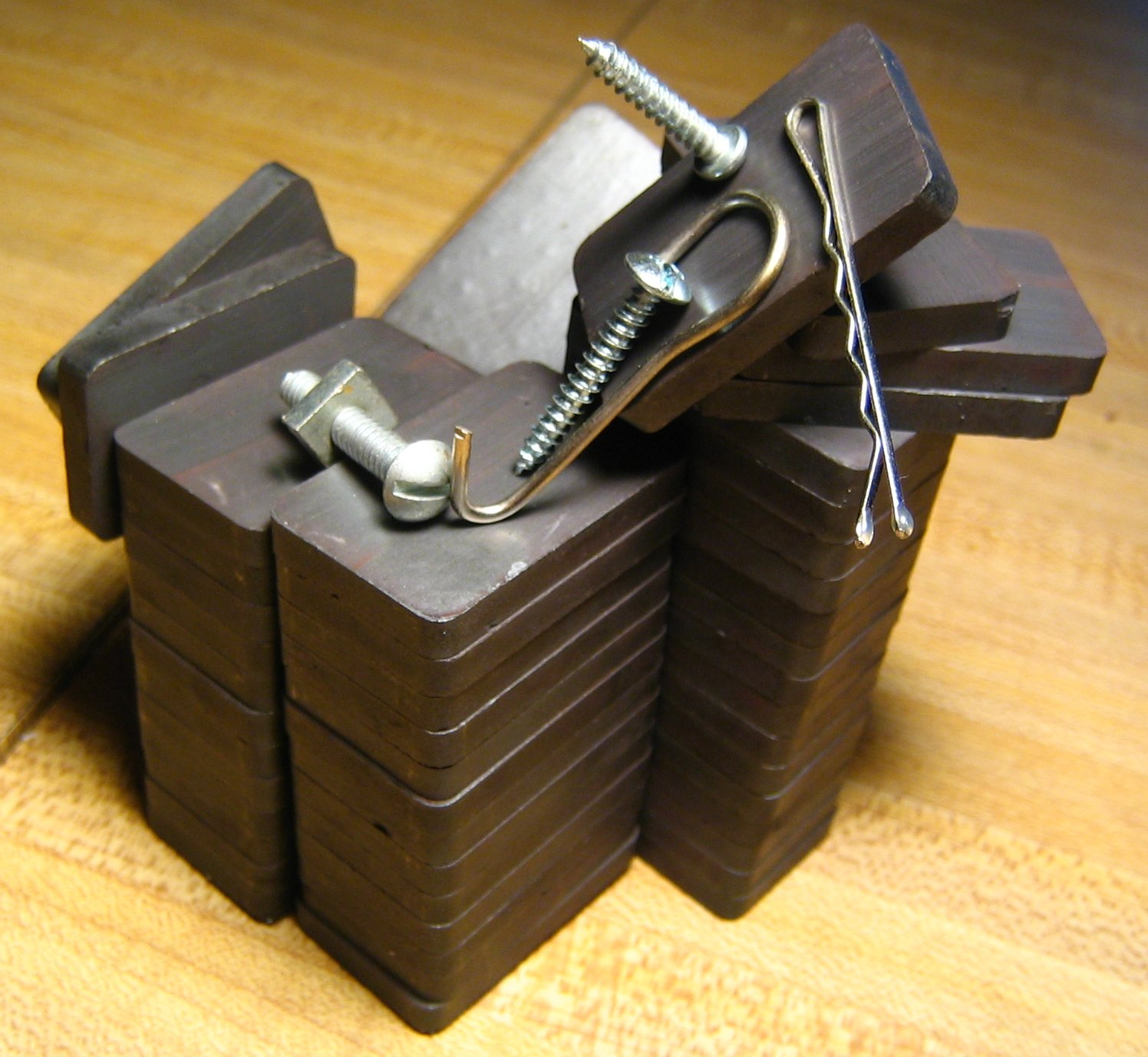
بعض مغناطيسات الفريت.

فرّيت  في فيزياء الجوامد (بالإنجليزية : (Ferrite (magnet) هي مواد خزفية توصل التيار الكهربائي ضعيفا أو مواد فريمغناطيسية عازلة للتيار الكهربائي مصنوعة من أكسيد الحديد هيماتيت (Eisen(III)-oxid|Fe2O3) مخلوطا مع فلزات أخرى. كما يمكن صناعتها أيضا من مخلوطات ماجنتيت (Fe3O4) مع أكاسيد فلزات، إلا أن هذا النوع يصنع نادرا .
توصل مواد الفرّيت الخطوط المغناطيسية في حالة عدم التشبع المغناطيسي بجودة عالية وتتميز بسماحية مغناطيسية . بهذا تتميز تلك المواد بمقاومة مغناطيسية صغيرة . وتستخدم كثيرا في صناعة الملفات في الكهرباء والإلكترونيات كما تستخدم لصناعة الأجراس الكهربائية المعتادة . كما توجد منها أنواع ذات صلادة مغناطيسية كبيرة تصلح لصناعة المغناطيسات الدائمة.

## خواصها

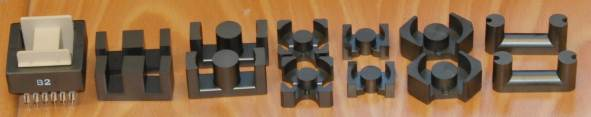
أنوية ملفات من الفريتات المختلفة تستخدم كمحولات للتيار المستمر.

نفرق في تكنولوجيا المواد المغناطيسية بين فريت مرن مغناطيسيا وفريت صلب مغناطيسيا . وتستخدم الفريتات المرنة كثيرا في الإلكترونيات والتقنية الإلكترونية كأجزاء من الملفات الكهربائية المغناطيسية ووالمحولات الكهربائية . ويدخل في صناعة هذه الفريتات المرنة مغناطيسيا من مركبات النيكل والزنك أو المنجنيز وتتسم بمقاومة مغناطيسية منخفضة . ومنها أنواع تستخدم خصيصا في أجهزة الميكروويف .
أما الفريتات الصلبة مغناطيسيا فهي تستخدم في صناعة المغناطيسات الذاتية، ويضاف في صناعتها الباريوم وسترونتيوم إلى جانب أكسيد الحديد . والمرغوب في تلك الفريتات الصلبة مغناطيسيا هو ان تحتفظ بمغناطيسيتها لمدة طويلة remanence.
ويحدد منحنى المغناطيسية عما إذا كانت المادة صلبة أم مرنة مغناطيسيا. فتتميز الفريتات المرنة بسهولة مغنطتها (سواء إلى أعلى أو إلى أسفل) وهذا معناه أن منحنى المغناطيسية لها يكون ضيقا . أما بالنسبة إلى الفريتات الصلبة مغناطيسيا فيكون منحناها المغناطيسي واسعا، بمعنى أن مقاومتها المغناطيسية تكون عالية .
وبما أن الفريتات المغناطيسية هي مواد خزفية سيراميكية فهي تكون هشة وقابلة للكسر.

## صنعها
تصنع الفريتات في عملية تلبيد .
تصنع الفريتات الصلدة المغناطيسية بواسطة تفاعل كيميائي تدخل فيه المواد الأولية أكسيد الحديد الثلاثي وباريوم كربونات أو سترونتيوم كربونات . ويعتبر هذا التفاعل مرحلة ابتدائية لعملية التلبيد . إذ يطحن الناتج من عملية التلبيد لتصبح حبيباته بمقاييس 1 - 2 ميكرومتر ، ثم تكبس في الشكل المرغوب وتجفف ثم تدخل في فرن التلبيد . وبعد ذلك تسير عملية تشكيل القوالب في مجال مغناطيسي خارجي، يعمل على توجيه اتجاه مغناطيسية الحبيبات في اتجاه متميز (هذا يسهل مغنطة الفريت المنتج في اتجاه معين ويصعبه في اتجاه عمودي
على الأول).
وتتم عملية التلبيد أيضا للفريتات المرنة أولا ثم تطحن وتكبس . وتتبعها عملية تلبيد ثانية تتم في جو حال من الأكسجين . وتختلف التركيبة الكيميائية وبنية الفريتات الناتجة من العملية الأولى للتلبيد والعملية الثانية اختلافا كبيرا.

## استخداماتها
يكثر استخدام الفريتات كمواد مغناطيسية في تقنية الإلكترونيات. فهي ليست موصلة للكهرباء ولهاذا لا يحدث فيه تيارات دوامية يفقد معها التيار المستخدم جزءا من شدته. وتستخدم الفريتات كأنوية في فملفات المحولات الكهربائية وأيضا في الترددات العالية.
الفريتات المرنة مغناطيسيا:
- قلوب للملفات المحولات والمحركات الكهربائية وهوائيات الإرسال والاستقبال .
- في تغيير مواصفات الموصلات الكهربائية، وخانقات التيار المتردد .
- في تقنية التردد العالي HF وفي بناء الهوائيات وفي أجزاء مهدئات
- في نقل الإشارات في الترددات العالية .

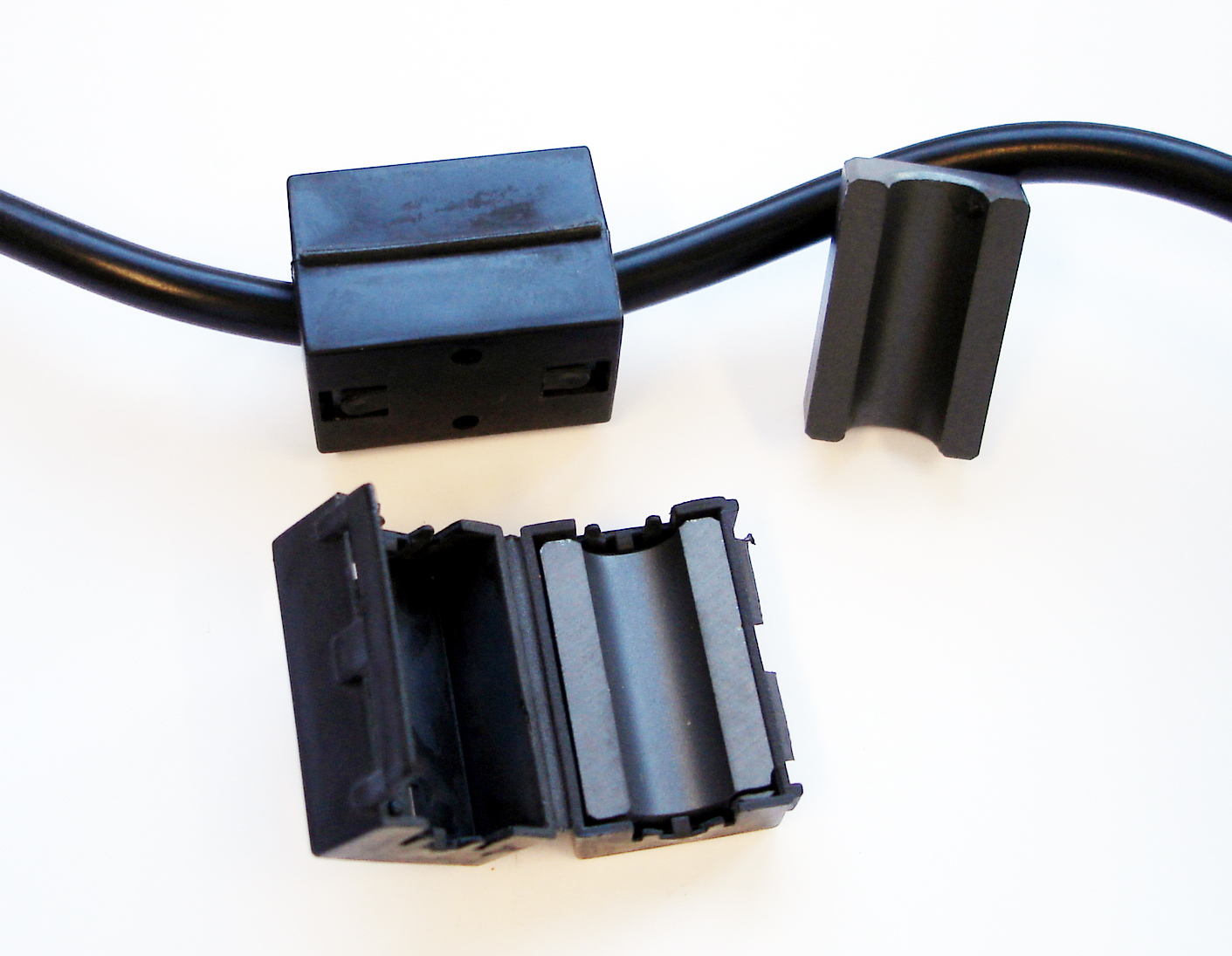
عدة كاتمات شوشرة في الإلكترونيات

- في سماعات أجهزة التسجيل الإلكترونية وفي أجهزة الفيديو وفي الأقراص الصلبة في الحواسيب وفي أجهزة الديسك .
- لإحكام عزل أجهزة ميكروويف (الفريتات تمتص الموجات الكهرومغناطيسية من جو فرن الميكروويف وتمنع خروجها إلى الخارج).
- في تقنية التخفي والتمويه (الفريتات تمتص موجات الرادار).

وتصنع في أشكال عديدة : حلقية، قضيبية، بوتقية وفي شكل U أو E وغيرها . وحاليا أصبح معظم الفريتات تصنع في جنوب شرق آسيا وعل الأخص في الصين.
فريتات صلدة مغناطيسيا :
- في الطلاء المغناطيسي على شرائط الفيديو وشرائط تسجيل الصوت (ولكن هذه لا تكون سيراميكية متماسكة .
- في ذاكرة إلكترونية للآلات الحاسبة الإلكترونية (كانت تستخدم في الماضي كملفات نحاسية حول مغناطيسات حلقية).
- صناعة المغناطيسات الذاتية (دائمة المغناطيسية) بجميع أنواعها مثلما في المحركات الكهربائية وفي مكبرات الصوت.
- لصناعة المواد المركبة في هيئة مسحوق فريت صلد . كما يمكن استخدام مسحوق الفريت الصلد بطريقة البخ على أسطح أدوات بلاستيكية بأشكال متعددة، حيث تستطيع الحبيبات اتخاذ اتجاه معين رغم ارتفاع لزوجة المادة الحاوية .

## اقرأ أيضا
- فريمغناطيسية
- الاستبقائيّة
- مغناطيسية أرضية
- مغناطيسية حديدية
- مغناطيسية مسايرة
- مغناطيسية معاكسة
- قانون كوري
- قابلية مغناطيسية
- مغناطيسية حديدية مضادة